# Самойлов Володимир Якович
Володи́мир Я́кович Само́йлов (рос. Владимир Яковлевич Самойлов; нар. 15 березня 1924, Одеса, Українська СРР — пом. 8 вересня 1999, Москва, Росія) — радянський, український та російський актор. Народний артист СРСР (1984).

## Життєпис
Народився 15 березня 1924 року і Одесі.
В 1941 році добровольцем пішов на фронт.
У 1948 році закінчив Одеське театральне училище.
До 1951 року працював в Одеському театрі Радянської Армії, Одеському російському драматичному театрі імені А. Іванова.
В 1951 – 1958 роках працював у Кемеровському обласному театрі драми імені                                А. В. Луначарського, у 1958 – 1968 роках – в Горьковському театрі драми імені М. Горького.
В 1968 — 1992  рр. працював в Московському театрі драми ім. В. Маяковського, а в 1992 — 1999 рр. був актором Московського драматичного театру імені М. В. Гоголя.
У кіно знімався з 1959 року.
Помер 8 вересня 1999 року в Москві. Похований на Ваганковському кладовищі.

## Фільмографія
- «І знову ранок» (1960)
- «Секретар обкому» (1963)
- «Двадцять шість бакинських комісарів» (1965)
- «На завтрашній вулиці» (1965)
- «Дикий мед» (1966)
- «Весілля в Малинівці» (1967)
- «Крах» (1968)
- «Шосте липня» (1968)
- «Кут падіння» (1970)
- «Зірки не гаснуть» (1971)
- «Зимородок» (1972)
- «Премія» (1974)
- «Доля» (1977)
- «Сибіріада» (1978)
- «Ви вмієте грати на піаніно?» (1982)
- «Така жорстка гра — хокей» (1983)
- «Зустрічна смуга» (1986)
- «На порозі» (1986)
- «Візит до Мінотавра» (1987)
- «Процес» (1989)
- «…на прізвисько „Звір“» (1990)
- «Санітарна зона» (1990)

та інші.
Грав Меґре в українській стрічці «Ціна голови» (1991) за Жоржем Сіменоном.

## Нагороди
- Орден ВІтчизняної війни 2 ступеня.
- Медалі "За перемогу над Німеччиною у Великій Вітчизняній війні 1941 - 1945 рр.", "В пам'ять 850-річчя Москви"
- Державні премії СРСР (1976, 1986 рр.).
- Державна премія РРФСР імені К. С. Станіславського.